# Sansang de Goguryeo
Rey Sansang de Goguryeo (murió 227, r. 196–227
) fue el décimo gobernante de Goguryeo, uno de Tres Reinos de Corea. Fue el tercer hijo del octavo rey Sindae y hermano menor del noveno, Gogukcheon que murió sin heredero.

## Sucesión
A pesar de que Lady U era la reina, la pareja no tuvo ningún hijo. El libro coreano, Samguk Sagi dice que en 208 Sansang y sus vasallos fueron a una aldea de Jutongchon para practicar un ritual religioso, pero el sacrificio, un jabalí, huyó al bosque, donde Sansang conoció a una mujer. Lady U de rabia envió a sus guardias a fin de matarla. Sin embargo, no pudieron castigarla debido a que afirmó su concepción. Efectivamente, la mujer dio a luz a un niño, que se coronó príncipe en 213.
Sansang murió en 227, dando fin a su reinado de 31 años, y fue enterrado en la tumba de Sansang-neung.